# Boston Elevated Railway

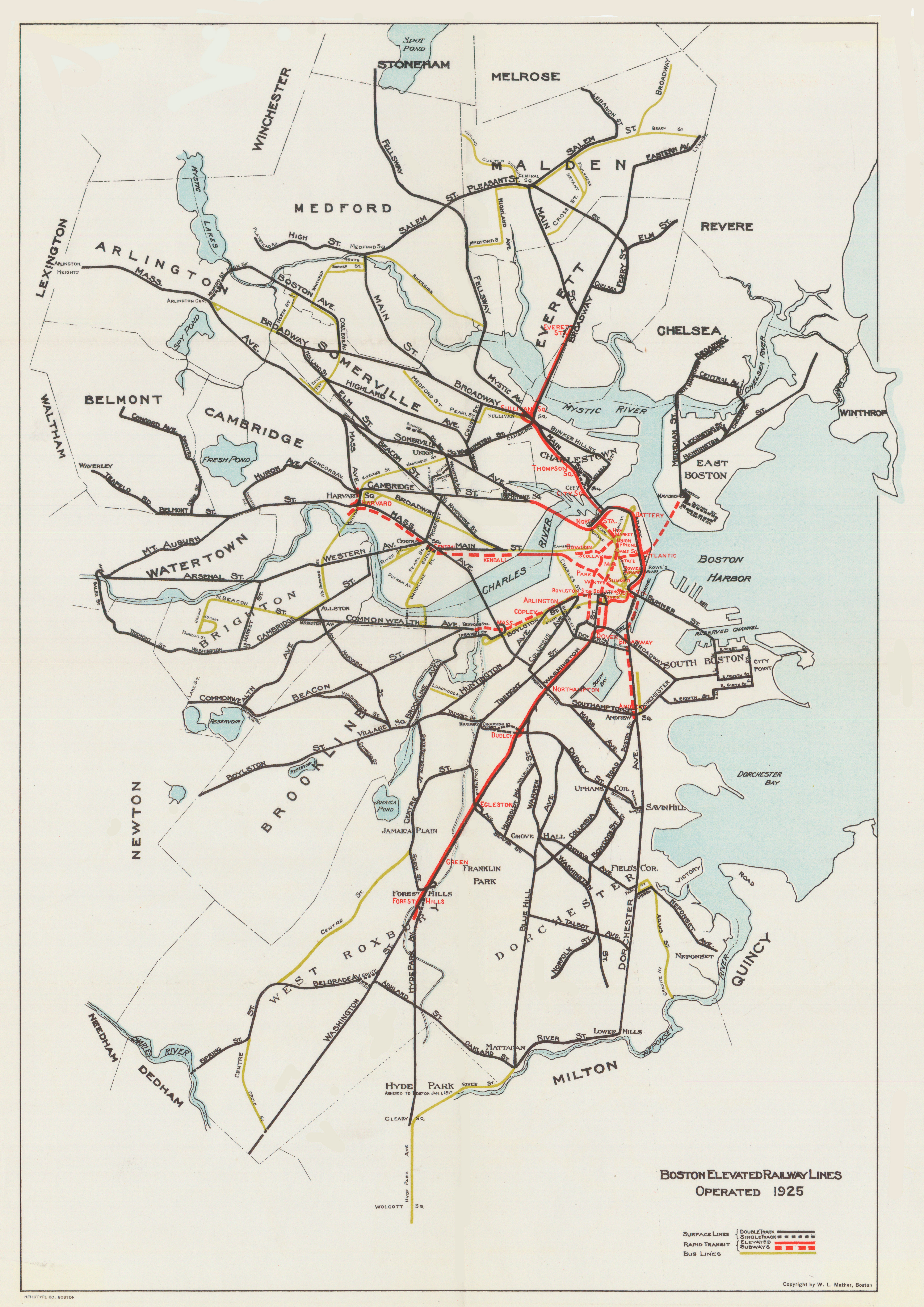
Um 1925 waren die Straßenbahnen von den meisten Straßen der Innenstadt verschwunden.

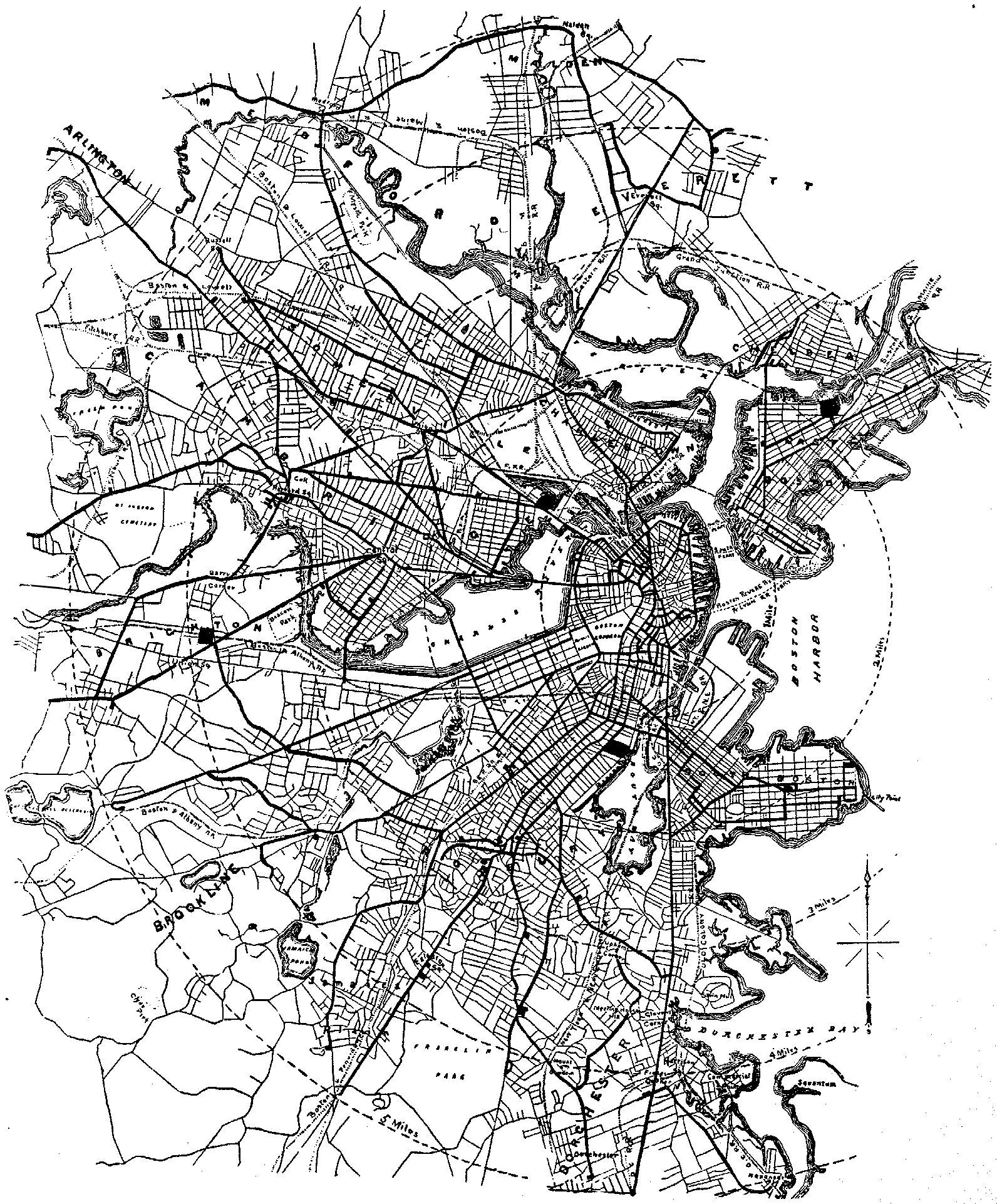
Karte des geplanten Netzwerks der West End Street Railway aus dem Jahr 1885. Diese existierenden Routen wurden 1887 offiziell zusammengeführt.

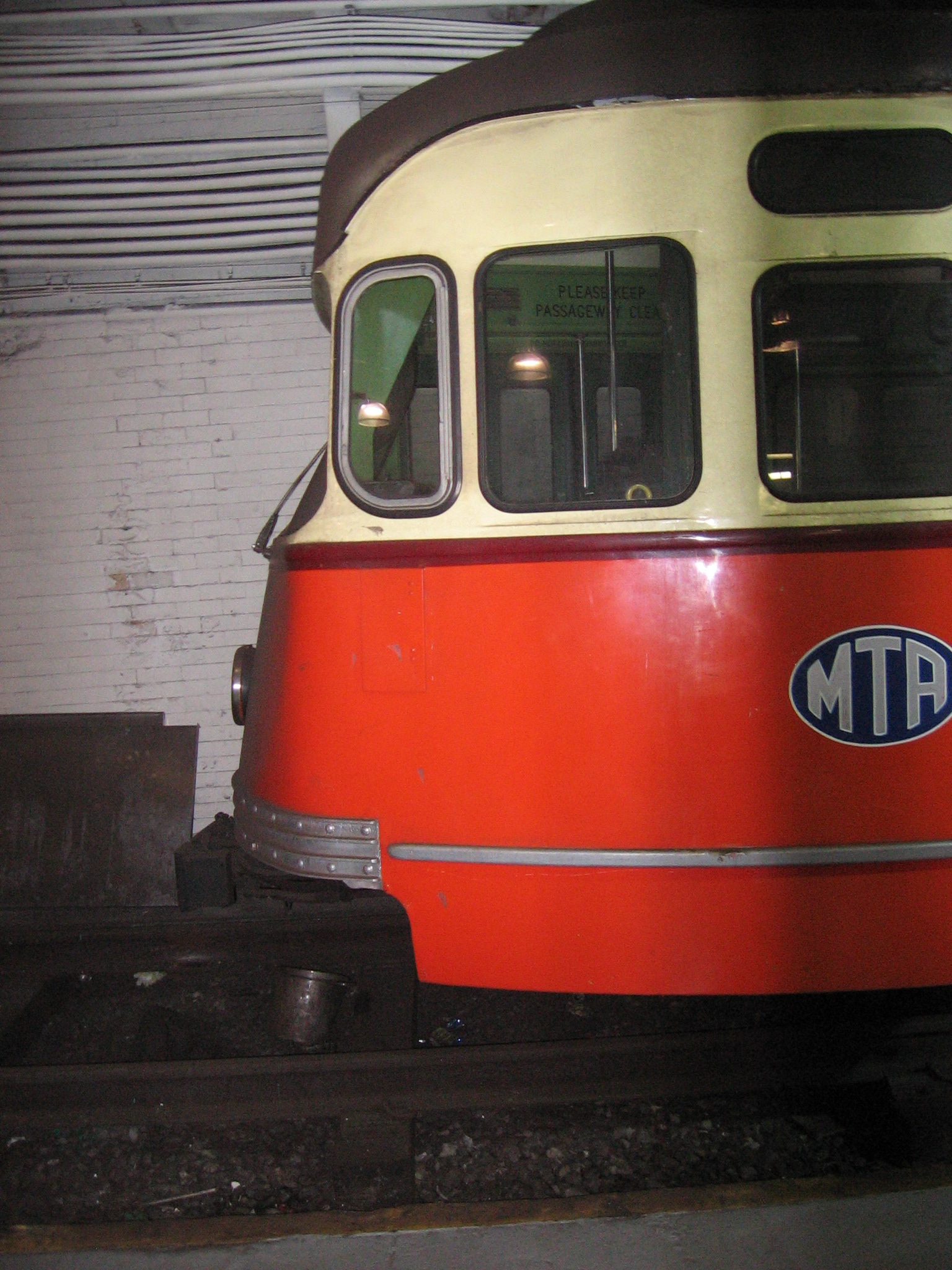
Ehemaliger PCC-Wagen der MTA #3295, ausgestellt an der Station Boylston

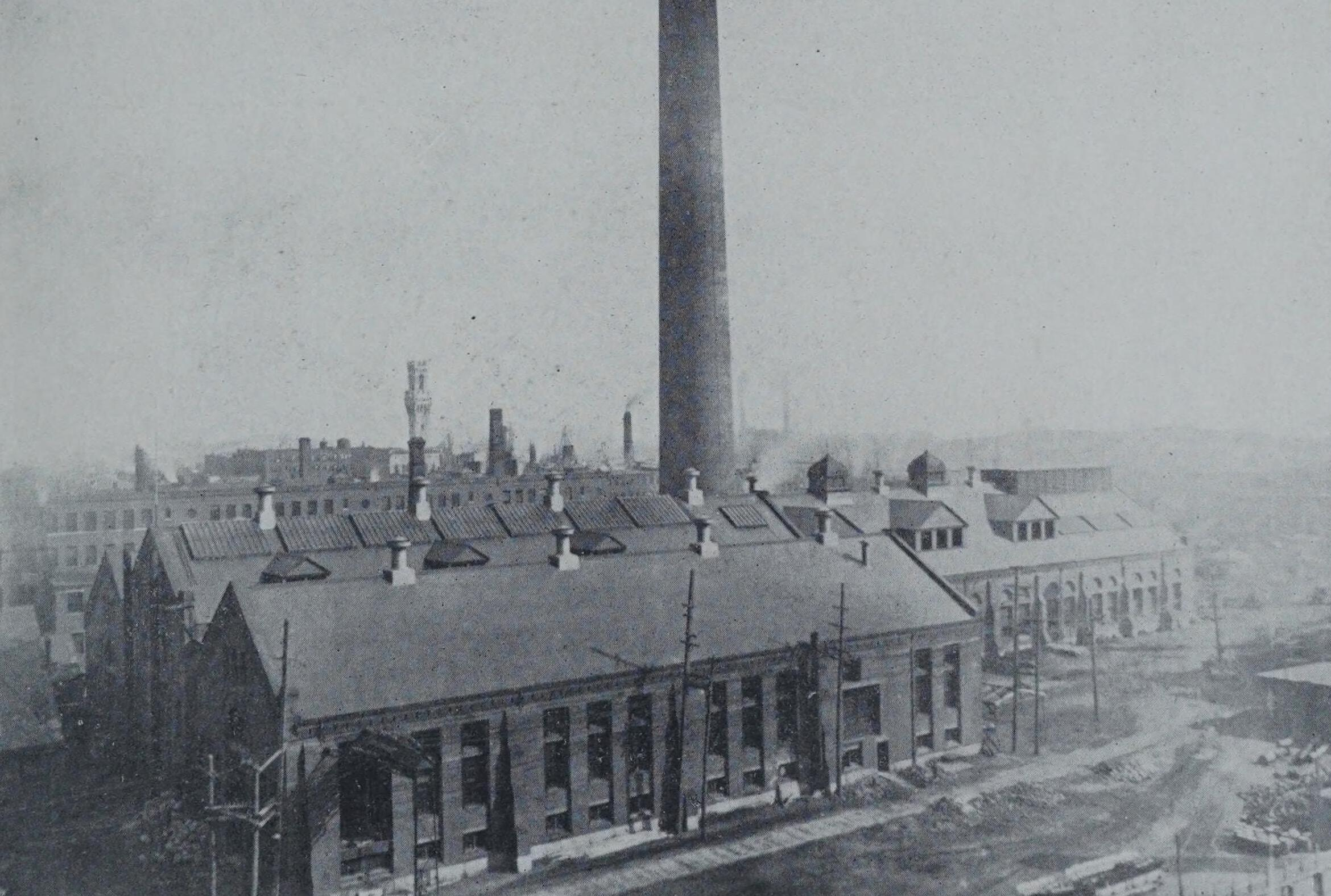
Die von 1889 bis 1891 erbaute Central Power Station der West End Street Railway im Bostoner Stadtzentrum

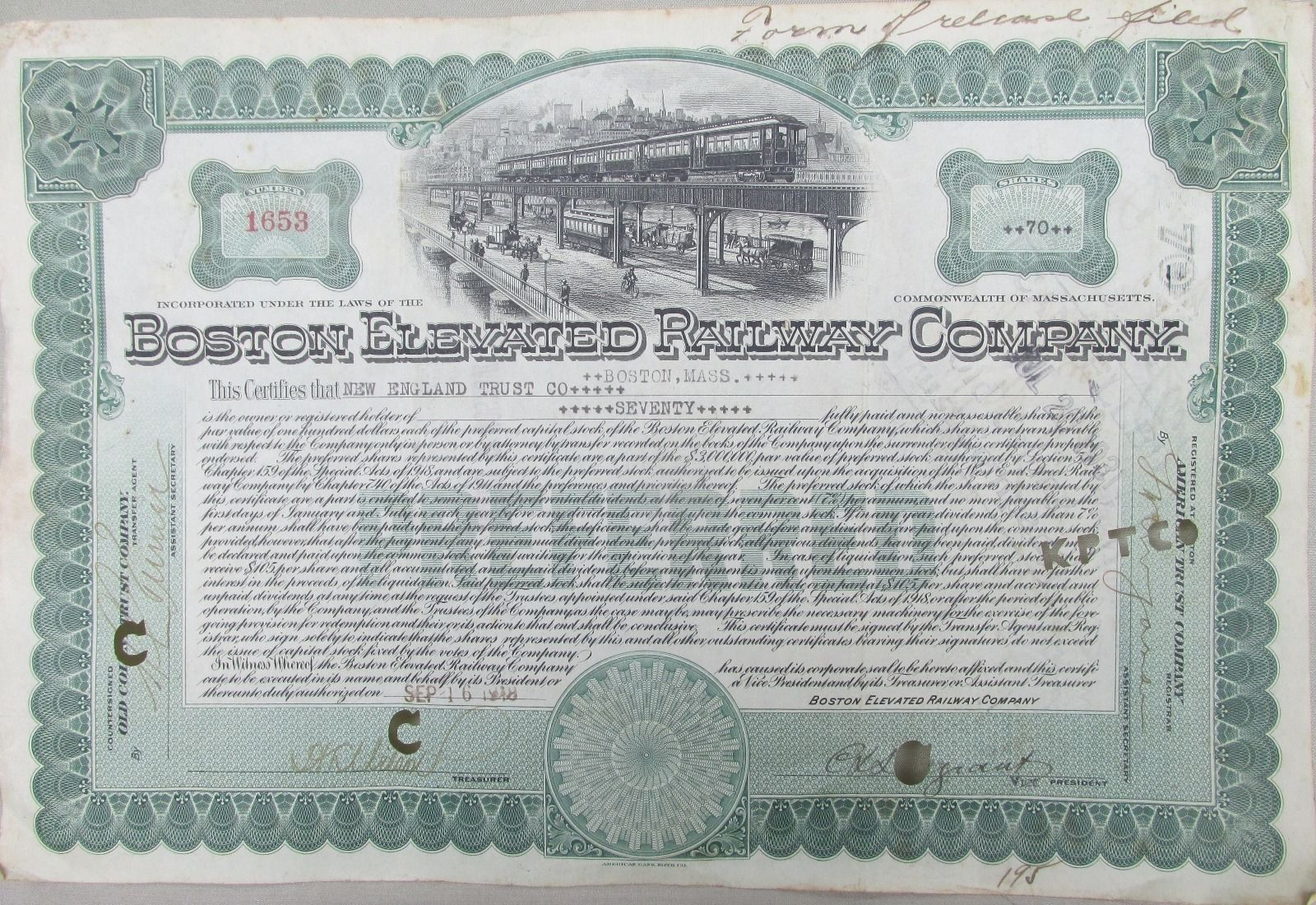
Aktie der Boston Elevated Railway von 1918

Die Boston Elevated Railway (BERy) war die Vorgängerin der Metropolitan Transit Authority und damit der heutigen Massachusetts Bay Transportation Authority im Bundesstaat Massachusetts der Vereinigten Staaten. Sie unterhielt Straßenbahnen, U-Bahnen und Buslinien in der Umgebung von Boston. Zuvor war die BERy als West End Street Railway bekannt.
Die U-Bahnlinien wurden im Laufe der Zeit zu den heutigen Linien Red Line, Blue Line und Orange Line. Die einzig verbliebenen Straßenbahnen sind die verschiedenen Zweige der Green Line sowie die
Ashmont–Mattapan High Speed Line, alle anderen Strecken wurden durch Buslinien ersetzt.
Die Boston Elevated Railway war in den folgenden Städten tätig:
- Arlington
- Belmont
- Boston inkl. der eingemeindeten Städte
- Brookline
- Cambridge
- Chelsea
- Everett
- Malden
- Medford
- Newton
- Revere
- Somerville
- Stoneham
- Watertown

Zusätzlich fuhren Straßenbahnen anderer Gesellschaften aus angrenzenden Städten und Gebieten über die Gleise der Boston Elevated Railway.

## Geschichte

### Die Anfänge bis 1900
Die BERy wurde ursprünglich als West End Street Railway im Jahr 1887 gegründet, um eine kurze, elektrifizierte Light-rail-Strecke nach Brookline aufzubauen. Im darauf folgenden Jahr besaß die Gesellschaft bereits mehrere Pferdebahnen mit insgesamt 7.816 Pferden und 1.480 Schienenwagen. Mit dem Wachstum wurde die Überlegung angestellt, die Pferde abzuschaffen und stattdessen auf ein im Boden eingelassenes Kabel zu setzen, das analog zu den San Francisco Cable Cars funktionieren sollte. Nach einem Besuch bei Frank Sprague und der Besichtigung des Systems in Richmond entschied Henry Whitney als Präsident der West End Street Railway, ein elektrisches Antriebssystem einzuführen.
Auf einem Teilstück der Gleise wurde das System von Bentley-Knight getestet, jedoch aufgrund von Fehleranfälligkeit und Sicherheitsbedenken fallen gelassen, insbesondere nachdem 1889 einige Pferde durch einen Stromschlag getötet worden waren. Vergleichende Testreihen zwischen den Systemen von Sprague und der Thomson-Houston Electric Company verlief zu Gunsten von Thomson-Houston, die daraufhin den Zuschlag für die Ausstattung des gesamten Schienensystems der West End Street Railway mit Oberleitungen erhielt. Das elektrifizierte System wurde 2004 als „Meilenstein der Elektroingenieurwissenschaften“ bezeichnet.
Die erste elektrisch betriebene Straßenbahn, die von der West End Street Railway gebaut wurde, fuhr vom Union Square über Allston und Park Square bis zum Stadtzentrum über die Harvard Street, Beacon Street, Massachusetts Avenue und Boylston Street. Die ersten Straßenbahnen verkehrten dort 1889. Später fuhr die Green Line A annähernd die gleiche Strecke.
Die letzte Pferdebahnlinie fuhr entlang der Marlborough Street im Bostoner Stadtteil Back Bay und wurde nie elektrifiziert. Die Strecke wurde im Jahr 1900 geschlossen.

### 1900 bis 1947
Im späten 19. Jahrhundert befand sich die Elektrizitätsversorgung noch in den Frühstadien ihrer Entwicklung, und das Stromnetz befand sich zu großen Teilen noch in der Planungsphase. Unternehmen, die Strom für ihren Betrieb benötigten, konnten daher nicht auf eine existierende Infrastruktur zurückgreifen und mussten selbst für eine passende Verkabelung sorgen. Die BERy baute folglich ihre eigenen Stromgeneratoren, die um 1897 eine dezentrale Stromerzeugung im Bostoner Stadtzentrum, Allston, Cambridge, Dorchester, Charlestown, East Cambridge und East Boston ermöglichten. Im Jahr 1904 erzeugte das System eine Leistung von 36 Megawatt und versorgte 421 mi (677,5 km) ebenerdige Gleise mit über 1.550 Fahrzeugen sowie 16 mi (25,7 km) aufgeständerte Gleise mit 174 Fahrzeugen mit Strom.
Im Jahr 1922 entstand die erste Buslinie der Gesellschaft, die vom Union Square über Allston bis zur Faneuil Street fuhr. Diese Strecke wurde später Teil der heutigen Buslinie 64.
Der schwierige Überlandtransport von Kohle aus dem Hafen von Boston und die kurze Reichweite des Gleichstrom-Systems verhinderten eine Expansion in das Landesinnere. Im Jahr 1911 wurde daher eine große Generatorstation in South Boston gebaut, die Wechselstrom mit einer Frequenz von 25 Hertz erzeugte, der mit hoher elektrischer Spannung über größere Distanzen übertragen werden konnte. Im Netz verteilt gab es kleinere Stationen, welche die eintreffende Spannung zur Nutzung der Fahrzeuge auf ein geeignetes Maß transformierten. 1931 waren 14 solcher Stationen im Einsatz und das gesamte Netz der Gesellschaft auf Wechselstrom umgestellt. Die 1911 errichtete Generatorstation blieb bis 1981 in Betrieb, als die MBTA entschied, anstelle der eigenen Erzeugung den Strom extern von lokalen Versorgern einzukaufen.
Die erste Strecke, die durch Oberleitungsbusse bedient wurde, war die am 11. April 1936 eröffnete Route 77 (später 69) von Harvard nach Lechmere über die Cambridge Street. Auch heute noch fahren Oberleitungsbusse von Harvard aus auf den Routen 71, 72, 73 und 77A.
Die Geschäfte der Gesellschaft wurden durch die Metropolitan Transit Authority (MTA), aus der später die MBTA hervorging, im Jahr 1947 übernommen.